# Fokker S.14

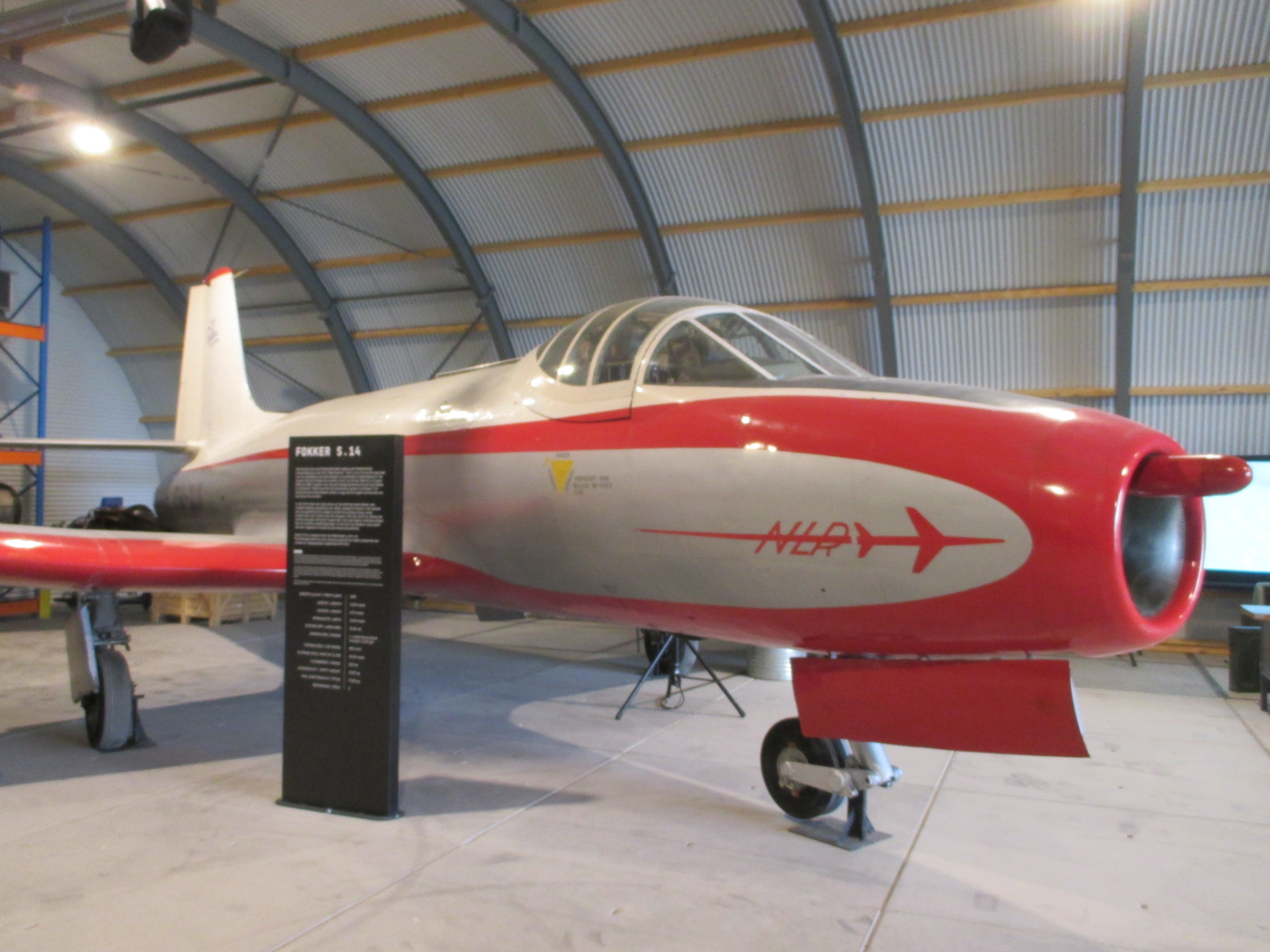
Fokker S.14 - Collectie Aviodrome Lelystad

De Fokker S.14 "Machtrainer" is een straaltrainer die gebouwd is door de Nederlandse vliegtuigfabriek Fokker. Het heeft tussen 1955 en 1967 dienstgedaan bij de jachtvliegeropleiding van de Koninklijke Luchtmacht. Dit vliegtuig heeft rechte vleugels met een luchtinlaat in de rompneus en is uitgerust met Martin-Baker schietstoelen. Instructeur en leerling zitten naast elkaar, een voor deze categorie trainers ongebruikelijke opstelling. De bredere romp heeft wel een negatieve invloed op de maximumsnelheid. Het type was geliefd bij de vliegers omdat hij prettig vloog (onder andere door de dihedrale stand van de vleugels) en met veel lagere snelheid kan landen dan de meeste straalvliegtuigen uit die tijd, dankzij de rechte vleugel met groot oppervlak.

## Geschiedenis

### Productie
De Fokker S.14 vloog voor het eerst op 19 mei 1951 Het is het eerste door Fokker gebouwde straalvliegtuig en 's werelds eerste als trainer ontworpen toestel uitgerust met een straalmotor; dit in tegenstelling tot bijvoorbeeld de Lockheed T-33, een tweezits variant afgeleid van de P-80 Shooting Star.
De enige bestellingen voor de S.14 kwamen van de Nederlandse luchtmacht die twintig stuks ontving. Deze kregen de nummers L-1 t/m L-20. Het eerste toestel van deze serie werd drie-en-een-half jaar na de eerste vlucht van het prototype afgeleverd.
In 1952 waren aan Fairchild de licentierechten beloofd. Zij hoopten het vliegtuig als trainer te kunnen verkopen aan de US Air Force. Deze had echter geen interesse omdat ze rond 1955 beschikking hadden over de Cessna T-37 Tweet trainer.
In 1958 zijn er enkele modificaties doorgevoerd op het prototype (PH-XIV). Hij kreeg in plaats van de Rolls-Royce Derwent-straalmotor een Rolls-Royce Nene Mk.3-motor. Dit gewijzigde prototype stond bekend onder de naam Machtrainer Mk II. De kisten voor de KLu waren allemaal uitgerust met RR Derwent 8-motoren

### Dienstperiode bij de Koninklijke Luchtmacht
De primaire taak van de S.14's was de piloten bekend te maken met het vliegen van straalvliegtuigen. Enkele toestellen werden ook voor promotiedoeleinden gebruikt. De (L-4) maakte in 1955 een tour door de Verenigde Staten. Tijdens deze tour stortte het toestel neer, waarbij de bekende testpiloot Gerben Sonderman het leven verloor.
Ooit nam een S.14 deel aan de race tussen Londen en Parijs, toen een bekend fenomeen.
De S.14 heeft dienstgedaan bij de volgende onderdelen/vliegvelden:
- Jachtvliegschool, Vliegbasis Twenthe
- Conversievlucht 700 Sqn (met F-86K 'Kaasjager')
- Vliegbasis Soesterberg/Vliegbasis Twenthe voor instrumentaal vliegen
- Vliegveld Ypenburg
- Vliegbasis Woensdrecht

### Overlevenden
Van de 21 in totaal geproduceerde toestellen, zijn er drie overgebleven. Deze bevinden zich allen in Nederland. De laatst vliegende heeft jaren bij het Nederlands Lucht- en Ruimtevaartcentrum dienstgedaan als vliegend testplatform. Eén S.14 , L-11, is in bezit van het Nationaal Militair Museum (NMM) te Soesterberg, waar het in opslag staat. Een tweede (L-17) wordt gerestaureerd als statisch exemplaar bij de Koninklijke Luchtmacht Historische Vlucht (KLuHV) en de derde (PH-XIV / K-1) bevindt zich in de collectie van het Aviodrome op het vliegveld van Lelystad